# Living Like a Runaway
Living Like a Runaway es el octavo álbum de estudio de la cantante y guitarrista estadounidense Lita Ford, lanzado en junio de 2012 bajo el sello SPV/Steamhammer Records.

## Lista de canciones
1. "Branded" (Lita Ford, Gary Hoey) - 3:47
2. "Hate" (Ford, Michael Dan Ehmig, Hoey) - 3:55
3. "The Mask" (Ford) - 4:09
4. "Living Like a Runaway" (Ford, Ehmig, Hoey) - 4:47
5. "Relentless" (Ford) - 3:48
6. "Mother" (Ford) - 2:55
7. "Devil in My Head" (Ford, Ehmig, Hoey) - 5:22
8. "Asylum" (Ford, Hoey) - 4:34
9. "Luv 2 Hate U" (Ford, Ehmig, Hoey) - 3:45
10. "A Song to Slit Your Wrists By" (Nikki Sixx, David Darling) - 3:54
11. "Boiling Point" (Ford, Ehmig) - 4:09 (iTunes bonus track)
12. "Bad Neighborhood" (Ford, Doug Aldrich) (digipak bonus track) - 3:43
13. "The Bitch Is Back" (Elton John, Bernie Taupin) - 3:39 (cover de Elton John)

## Personal
- Lita Ford - voz, guitarra
- Gary Hoey - guitarra, bajo, teclados
- Matt Scurfield - batería
- Doug Aldrich - guitarra en "Bad Neighborhood"